# Chico Landi
Francisco Sacco Landi detto Chico (San Paolo, 14 luglio 1907 – San Paolo, 17 giugno 1989) è stato un pilota automobilistico brasiliano che ha gareggiato anche in Formula 1.
Curiosamente, per quanto non utilizzando una vettura ufficiale, si è trattato del primo pilota brasiliano a guidare una Ferrari in un Gran Premio di Formula 1. Nel 1952 si è aggiudicato la gara, non valida per il Campionato Mondiale, del Gran Premio di Bari.
Chico Landi muore nel 1989 e, dopo i funerali, è stato cremato. Le sue ceneri vennero in parte inumate nel Cimitero di Caju a Rio de Janeiro ed in altra parte sparse sul Circuito di Interlagos a San Paolo.

## Risultati in Formula 1
| 1951 | Scuderia                              | Vettura                         |  |  |  |  |  |    |     |    |  | Punti | Pos. |
| ---- | ------------------------------------- | ------------------------------- |  |  |  |  |  | -- | --- | -- |  | ----- | ---- |
| 1951 | Escuderia Bandeirantes Pilota privato | Maserati 4CLT/48 Ferrari 375 F1 |  |  |  |  |  | NA | Rit | NA |  | 0     |      |

| 1952 | Scuderia               | Vettura         |  |  |  |    |  |  |   |   |  | Punti | Pos. |
| ---- | ---------------------- | --------------- |  |  |  | -- |  |  | - | - |  | ----- | ---- |
| 1952 | Escuderia Bandeirantes | Maserati A6 GCM |  |  |  | NA |  |  | 9 | 8 |  | 0     |      |

| 1953 | Scuderia                               | Vettura         |  |  |  |  |  |  |  |     |     | Punti | Pos. |
| ---- | -------------------------------------- | --------------- |  |  |  |  |  |  |  | --- | --- | ----- | ---- |
| 1953 | Escuderia Bandeirantes Scuderia Milano | Maserati A6 GCM |  |  |  |  |  |  |  | Rit | Rit | 0     |      |

| 1956 | Scuderia | Vettura |   |  |  |  |  |  |  |  |  | Punti | Pos. |
| ---- | -------- | ------- | - |  |  |  |  |  |  |  |  | ----- | ---- |
| 1956 | Maserati | 250F    | 4 |  |  |  |  |  |  |  |  | 1,5   | 25º  |

| Legenda | 1º posto     | 2º posto | 3º posto    | A punti         | Senza punti/Non class.  | Grassetto – Pole position Corsivo – Giro più veloce |
| Legenda | Squalificato | Ritirato | Non partito | Non qualificato | Solo prove/Terzo pilota | Grassetto – Pole position Corsivo – Giro più veloce |